# Constitució Provisional de la República Catalana
Constitució Provisional de la República Catalana fou un text constitucional aprovat a l'Havana el 2 d'octubre de 1928 per l'Assemblea Constituent del Separatisme Català. Fou redactada de manera personal de Josep Conangla i Fontanilles, i estava dividida 36 títols i un total de 302 articles.

## Contingut
Definia la República Catalana independent com a tècnica, democràtica, representativa i basada en els principis de la democràcia liberal. Establia el vot universal i secret, l'elecció indirecta del cap d'estat, un parlament unicambral, abolia les províncies i instaurava els consells comarcals com a divisió administrativa. Separava església i estat i estructurava les forces armades en exèrcit i sometent.
També establia que tant per ser elector com elegible, era imprescindible parlar i escriure el català. Declarava el català única llengua oficial i establia l'obligatorietat de fer desaparèixer tot vestigi públic del període de domini espanyol (entre altres coses prohibia els toros i els rings de boxa). També atorgava la igualtat de sexes davant la llei, no reconeixia els títols nobiliaris i comprenia un programa mínim socialista a favor de les classes treballadores. Introduïa la possibilitat de formar una confederació amb Espanya o Portugal, renovable cada sis anys, però reservant a Catalunya la representació diplomàtica pròpia.

## Aplicació pràctica
En la mateixa Assemblea es creà el Partit Separatista Revolucionari de Catalunya com a eina política de la Constitució, Estat Català com a braç militar i es refermà Francesc Macià com a cap del moviment separatista, amb l'encàrrec de no negociar res que fos inferior a l'aprovat en la Constitució. Tanmateix, en desconvocar Francesc Macià la República Catalana que havia proclamat el 14 d'abril del 1931 i iniciar el procés que desembocaria amb l'aprovació de l'estatut de Núria, va quedar en paper mullat, tot i que fou defensada encara pel Grop Nacionalista Radical i alguns grups radicals de la diàspora americana.